# 穆罕默德·贾瓦德·扎里夫
穆罕默德·贾瓦德·扎里夫（波斯語：محمدجواد ظریف خونساری，羅馬化：Mohammad-Javād Zarīf Khonsārī，發音：[mohæmːæd͡ʒːæˌvɒːde zæˌɾiːfe xɒnsɒːˈɾi]，1960年1月8日—），伊朗外交官，前伊朗副總統，伊朗政治人物。20世纪90年代以来，他担任过各种重要外交和内阁职位。扎里夫也是国际关系学院和德黑兰大学客座教授，教授外交学和国际组织。他曾担任2002年至2007年伊朗常驻联合国代表。2013年至2021年期間擔任外交部長。在他担任外长期间，他代表伊朗参与P5+1谈判，于2015年7月14日签署聯合全面行動計畫，2016年1月16日解除对伊朗的制裁。
扎里夫还曾担任其他国内及国际职务，例如：外长顾问及高级顾问、主管法律和国际事务的副外长、联合国不同文明之间的对话知名人士小组成员、联合国裁军审议委员会主席、全球治理知名人士小组成员和伊斯兰阿扎德大学国际事务副校长。
扎里夫担任外长期间采取对西方友好的外交政策，却遭到国内强硬派和保守派批评，认为扎里夫在伊朗核协议上牺牲太多利益，却得不到足够的回报。而随着美国退出伊朗核协议，伊朗国内對扎里夫的批评与日俱增。扎里夫在2019年2月初表示，相比起外国的施压，内部的压力却令他无论在谈判期间或谈判后都身心俱疲。2019年2月25日，扎里夫在自己的Instagram帐户上宣布自己决定辞去伊朗外长一职，但總統魯哈尼認為扎里夫的離任「不符合國家利益」，不接受請辭。2019年7月31日，美國宣布對扎里夫實施制裁。 
穆罕默德·贾瓦德·扎里夫于2024年8月1日出任伊朗伊斯兰共和国副总统，8月11日宣佈辞职。8月27日，他又宣布繼續履職。2025年3月3日再度宣佈辭職。反對者認為扎里夫的小孩出生在美國，而扎里夫擔任伊朗副總統違反憲法。